# Wappen Togos
Das Wappen von Togo wurde am 14. März 1962 verkündet.

## Beschreibung
Im Wappen sind zwei junge rote Löwen zu sehen, die den Mut des Volkes symbolisieren. Sie halten Pfeil und Bogen, die traditionellen Waffen, und drücken durch ihre Stellung die Wachsamkeit des Volkes aus, seine Unabhängigkeit zu wahren.
Der Pfeil und der Bogen rufen alle Bürger auf, in der Verteidigung der Freiheit ihres Landes aktiv zu sein. 
Zwischen den Löwen ist ein goldener Herzschild mit den Buchstaben RT (= République Togolaise) zu sehen. 

Flagge Togos

Darüber ist zweimal die Flagge Togos angesteckt. 
Auf dem Band ist das Staatsmotto zu lesen: Travail, Liberté, Patrie (Arbeit, Freiheit, Vaterland).
Um das Wappen hat es seit den 1990er Jahren Verwirrung gegeben, nachdem die Nationalkonferenz Togos beschlossen hatte, das Motto zu ändern, ohne aber einen verbindlichen Text festzulegen. Einzelne Ministerien und Behörden hatten daraufhin ihre eigenen Varianten des Wappens entworfen. Unter anderem auch eines, das als Motto die Inschrift „Union, Paix, Solidarite“ (Einheit, Friede, Solidarität) trägt. Ebenso wurden unterschiedliche Farbvarianten und grafische Gestaltungen verwendet. Durch eine Entscheidung des togoischen Verfassungsgerichts wurde im Jahr 2008 die verbindliche Form, Gestaltung und der Text des Wappens festgelegt.

## Geschichte
Togo führte am 14. März 1962 ein Staatswappen ein, das das bis dahin geführte „Ersatzwappen“, der Nationalflagge in Schildform, ablöste. 